# Bellefontaine (Ohio)
Bellefontaine es una ciudad ubicada en el condado de Logan, Ohio, Estados Unidos. Tiene una población estimada, a mediados de 2021, de 14 076 habitantes.

## Geografía
La ciudad está ubicada en las coordenadas 40°21′46″N 83°45′47″O / 40.36278, -83.76306. Según la Oficina del Censo de los Estados Unidos, tiene una superficie total de 26.07 km², correspondientes en su totalidad a tierra firme.

## Demografía
Según el censo de 2020, en ese momento había 14 115 personas residiendo en la ciudad. La densidad de población era de 541.43 hab./km². El 84.4% de los habitantes eran blancos, el 3.8% eran afroamericanos, el 0.3% eran amerindios, el 1.3% eran asiáticos, el 0.1% eran isleños del Pacífico, el 2.1% eran de otras razas y el 8.0% eran de una mezcla de razas. Del total de la población, el 4.20% eran hispanos o latinos de cualquier raza.